# Low Wee Wern
Low Wee Wern (chinesisch 刘薇雯; * 25. Juni 1990 in George Town) ist eine ehemalige malaysische Squashspielerin. 

## Karriere
Low Wee Wern begann ihre professionelle Karriere in der Saison 2006 und gewann zwölf Titel auf der PSA World Tour. Ihre höchste Platzierung in der Weltrangliste erreichte sie mit Position fünf im Oktober 2014. Bei den Asienspielen 2010 gewann sie im Mannschaftswettbewerb die Goldmedaille und im Einzelwettbewerb die Bronzemedaille. 2014 folgte eine Silbermedaille im Einzel sowie ein weiteres Gold mit der Mannschaft. Bereits 2006 und 2008 wurde sie mit der Mannschaft Asienmeister, im Jahr 2014 folgte der dritte Titel. Im Einzel wurde sie 2013 Vize-Asienmeisterin hinter Annie Au. Bei den Mannschafts-Weltmeisterschaften 2010 und 2012 belegte sie mit der malaysischen Nationalmannschaft jeweils den dritten Platz, 2014 wurde die Mannschaft Vizeweltmeisterin. Auch 2018 gehörte sie zum Aufgebot. 2012, 2014, 2019 und 2020 wurde sie malaysische Landesmeisterin. Im Februar 2024 beendete sie ihre Karriere.

## Erfolge
- Vizeweltmeisterin mit der Mannschaft: 2014
- Vize-Asienmeisterin: 2013
- Asienmeisterin mit der Mannschaft: 3 Titel (2006, 2008, 2014)
- Gewonnene PSA-Titel: 12
- Asienspiele: 2 × Gold (Mannschaft 2010 und 2014), 1 × Silber (Einzel 2014), 2 × Bronze (Einzel 2010, Mannschaft 2018)
- Malaysische Meisterin: 4 Titel (2012, 2014, 2019, 2020)